# Cabous Olivier
Carel Aron „Cabous“ Olivier (* 21. November 1998 in Südafrika) ist ein namibischer Rasenbowler.
Olivier war 2021 und 2022 namibischer Meister im Einer-Bowls und Vierer-Team sowie 2022 auch im Mixed der Paare. Olivier trat international bei den Commonwealth Games 2018 und 2022 im Bowls in Erscheinung. 2022 verpasste er als Gruppendritter im Einzel um nur einen Wurf das Viertelfinale.
Olivier war für die World Bowls Championship 2020 im Einzel- und Paarwettkampf qualifiziert. Diese fiel aufgrund der COVID-19-Pandemie aus.